# 埃尔基·马莱纽斯
埃尔基·马莱纽斯（芬蘭語：Erkki Mallenius，1928年1月12日—2003年7月2日），芬兰男子拳击运动员。他曾代表芬兰参加1952年夏季奥林匹克运动会拳击比赛，获得一枚铜牌。2008年，他入选芬兰拳击名人堂。